# Porqueres
Porqueres (spanisch Porqueras) ist eine katalanische Gemeinde mit 4.804 Einwohnern (Stand: 2024) in der Provinz Girona im Nordosten Spaniens. Sie ist Teil der Comarca Pla de l’Estany. Neben dem Hauptort Porqueres gehören die Ortschaften Miànegues, Les Pedreres, Pujarnol, Usall, Merlant und Mata zur Gemeinde.

## Geographische Lage
Porqueres liegt etwa 15 Kilometer nordnordwestlich von Girona in einer Höhe von ca. 180 m. Im Gemeindegebiet liegt auch ein Teil des Estany de Banyoles. Die höchste Erhebung ist der Puig Clarà.

## Bevölkerungsentwicklung
| Jahr      | 1970 | 1981 | 1991 | 2001 | 2011 | 2021 |
| Einwohner | 1606 | 2540 | 3073 | 3727 | 4431 | 4701 |

## Sehenswürdigkeiten
- Marienkirche (Iglesia de Santa Maria) aus dem 12. Jahrhundert
- Turm von Purjanol
- Rathaus

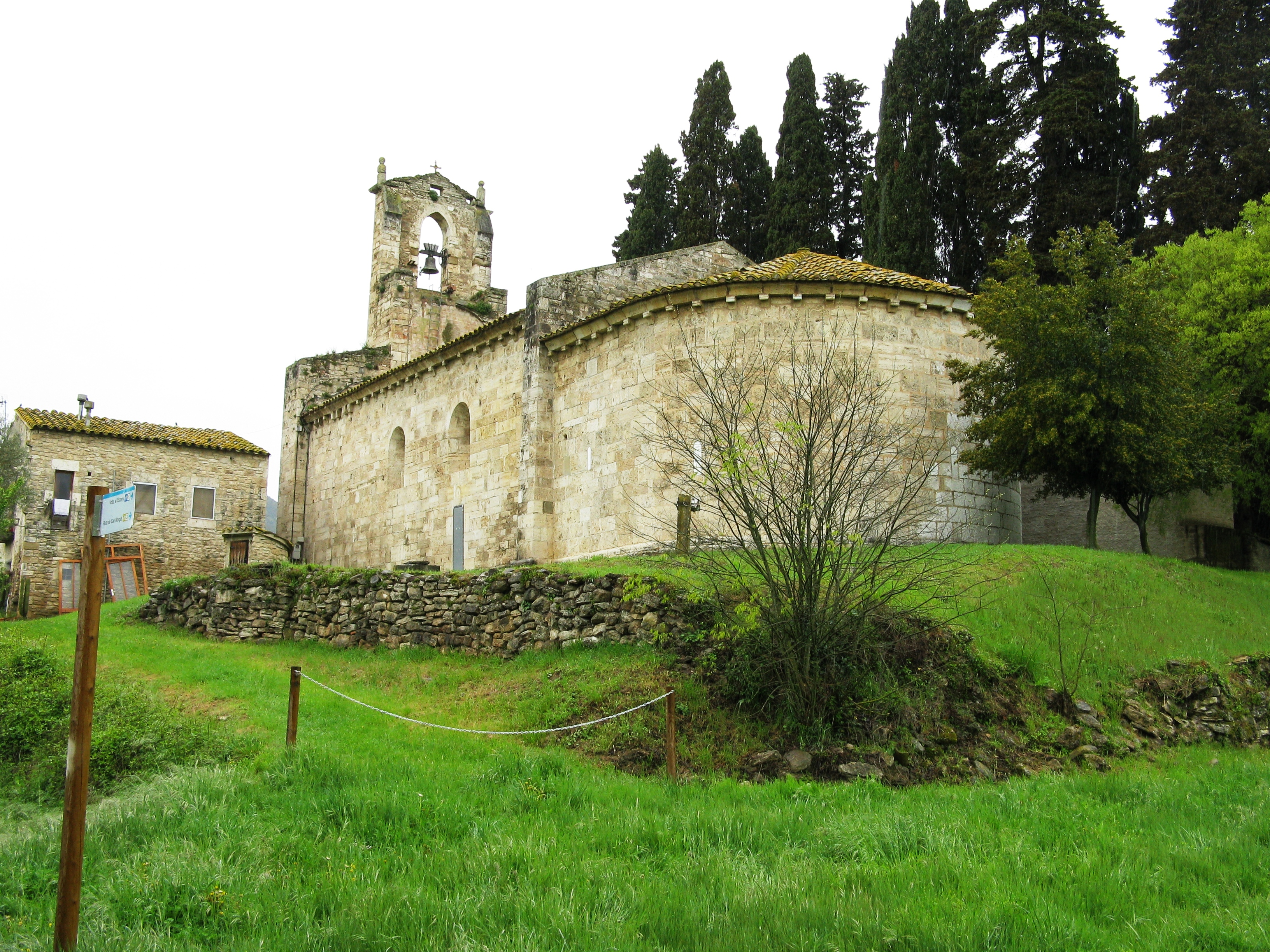
Marienkirche
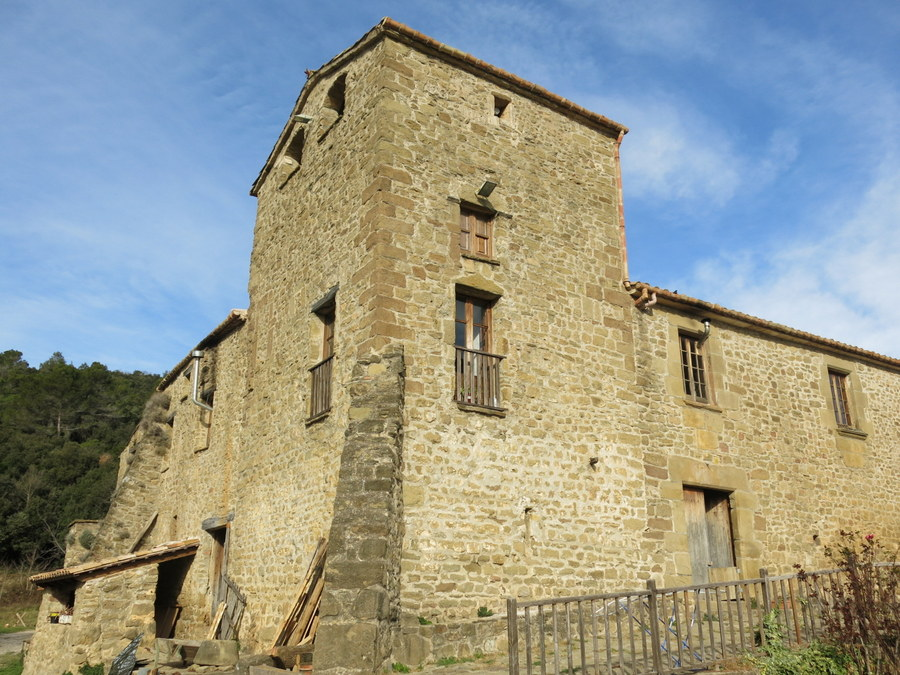
Turm von Pujarnol
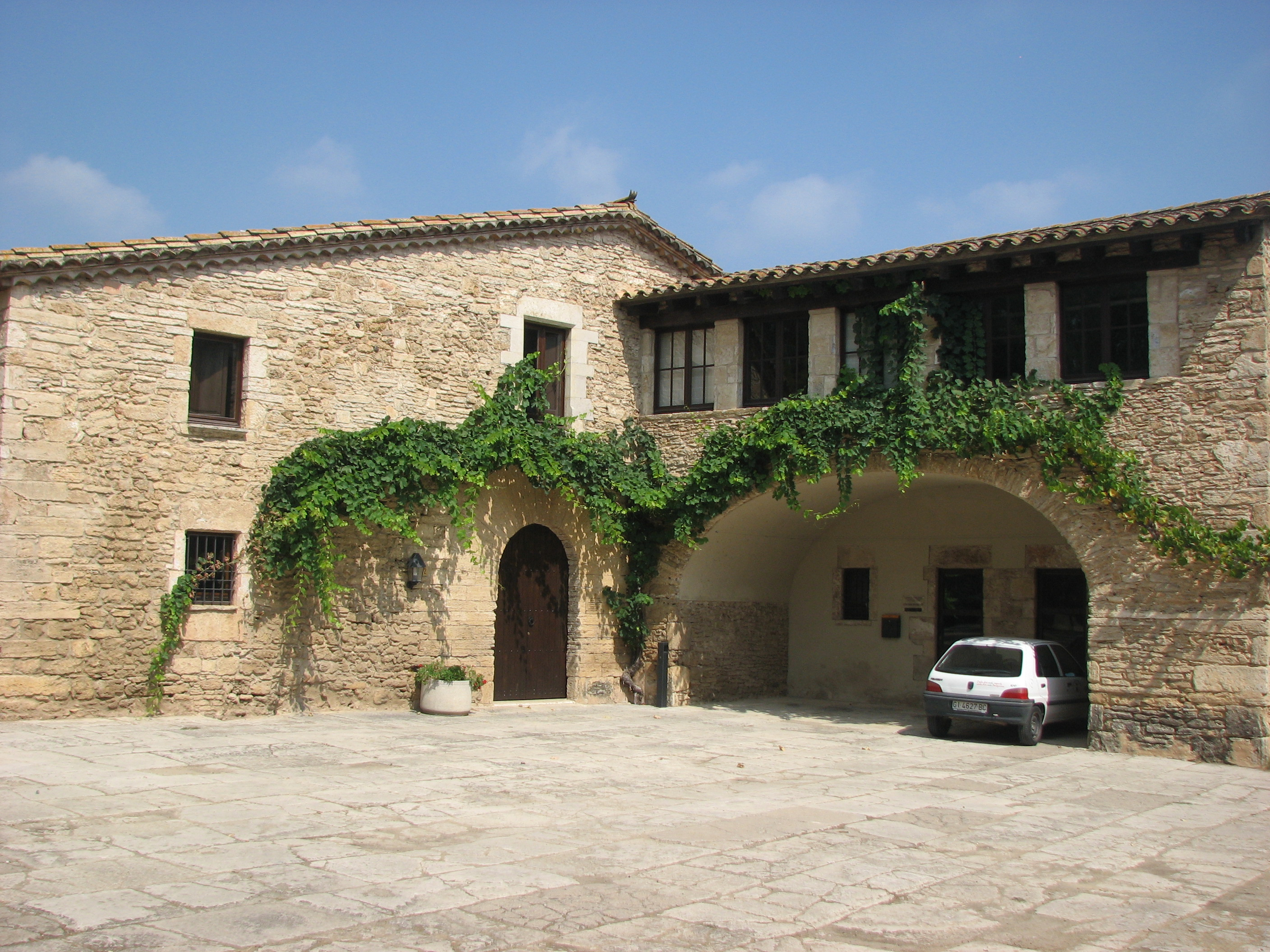
Rathaus